# Дос-Торрес
Дос-Торрес (ісп. Dos Torres) — муніципалітет в Іспанії, у складі автономної спільноти Андалусія, у провінції Кордова. Населення — 2563 особи (2010).
Муніципалітет розташований на відстані близько 240 км на південний захід від Мадрида, 60 км на північ від Кордови.

## Демографія
Динаміка населення (INE ):

## Галерея зображень

Розташування муніципалітету у провінції Кордова
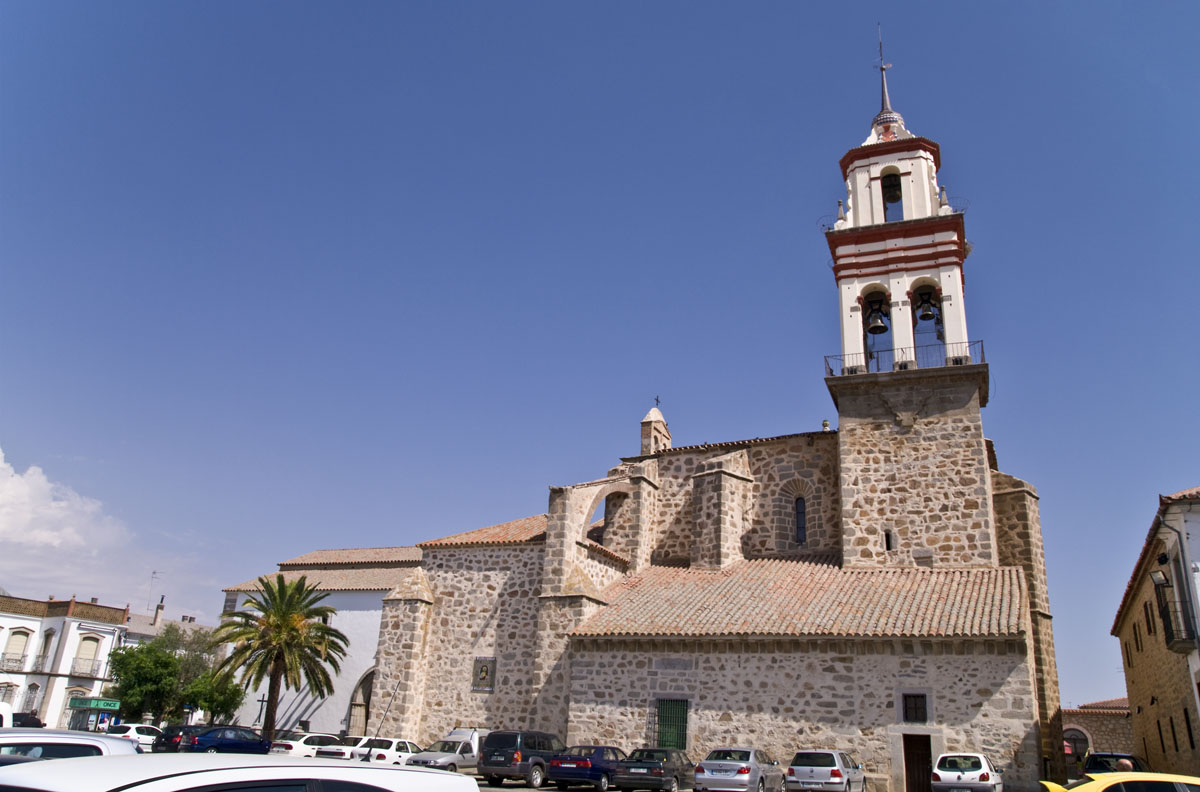
Дос-Торрес, церква
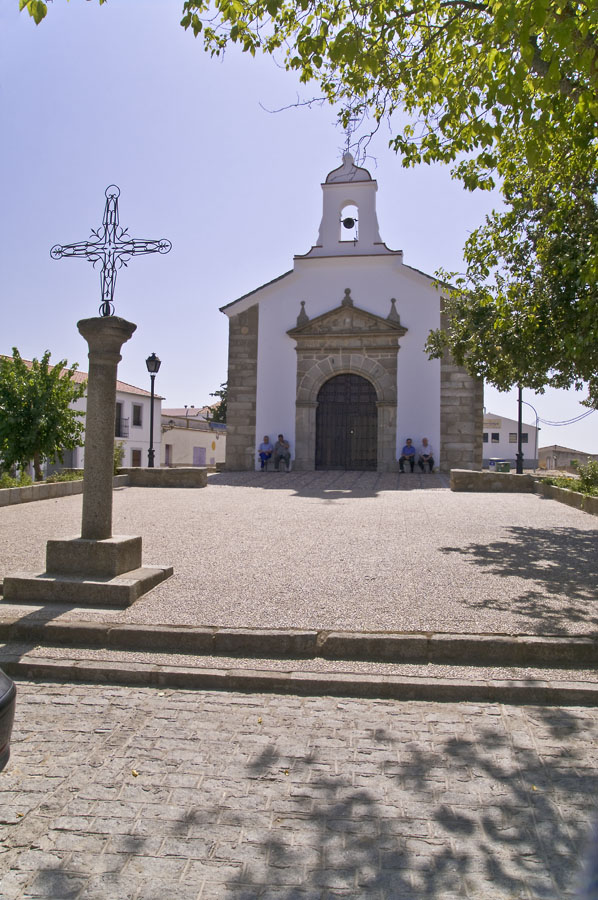
Каплиця, Дос-Торрес